# Nevexequir
Nevexequir (em turco: Nevşehir), no passado chamada Muşkara, é uma cidade e distritod a Turquia situada na região histórica e turística da Capadócia. É capital da província homônima da região da Anatólia Central. A cidade situa-se a uma altitude de 1 224 m e a 290 km a sul da capital nacional, Ancara. O distrito tem 574 km² de área e em dezembro de 2021 tinha 153 117 habitantes (densidade: 266,8 hab./km²), dos quais 120 599 na cidade.
Alguns historiadores sugerem que Nevexequir pode ser a sucessora da antiga cidade de Níssa (em grego clássico: Νύσσα; romaniz.: Nýssa), sede da diocese onde o eminente teólogo e Padre da Igreja Gregório de Níssa foi bispo, uma hipótese a que os acadêmicos modernos não dão muito crédito.

## História
Surge como pequena colônia hitita nos declives do monte Kahveci, vale do rio Hális ou Quizil Irmaque (em turco: Kızılırmak). Por volta do século VIII a.C., a região é dominada pelo Império Assírio, depois pelos Medos e, em seguida, pelos persas aquemênidas, durante o reinado do imperador Ciro, o Grande, em 546 a.C. Em 333 a.C., Alexandre, o Grande, derrota os persas. Depois de sua morte, a Capadócia cai sob o domínio da dinastia de Ariobarzanes do Reino da Capadócia, passando a ter Mázaca (atualmente, Caiseri) como capital. Durante o reinado do imperador Tibério, o reino capadócio torna-se parte do Império Romano como província Capadócia.[carece de fontes?]
Segundo algumas fontes, os abrigos no subsolo em torno de Nevexequir e Göreme foram originalmente construídos para servir de esconderijo durante as perseguições por parte das autoridades romanas, mas há quem suponha que os mais antigos podem remontar ao tempo dos hititas, há mais de 3 000 anos.[carece de fontes?] Muitas das igrejas, escavadas nas rochas de tufo, datam dos primeiros anos do cristianismo.
Mesmo depois de Teodósio ter tornado o cristianismo a religião oficial do Império, os subterrâneos continuam a oferecer proteção para a população local no período das incursões dos persas sassânidas, por volta de 604, durante o Primeiro Califado, c. 674. Quando a iconoclastia se tornou política de estado, entre nos séculos VIII e IX, no Império Bizantino, as cavernas de Nevexequir tornaram-se, mais uma vez, abrigos aos que tentavam escapar às perseguições.
O castelo na colina data do período bizantino, quando a região ficava em uma posição de linha de frente durante as guerras contra o Califado.
Na Batalha de Manzicerta, em 1071, o imperador bizantino Romano IV foi derrotado pelo sultão seljúcida Alparslano. Tal evento levou à ocupação da Anatólia pelos seljúcidas, em 1074, e Nevexequir, bem como o toda a região, passam a fazer parte do Sultanato de Rum. A região cai sob o domínio do Beilhique da Caramânia, em 1328, e, finalmente, sob domínio do Império Otomano, em torno de 1487, quando é renomeada Muscara (Muşkara). Até o início do século XVIII, a cidade se manteve como um assentamento relativamente insignificante.
A moderna Nevexequir deve sua fundação ao grão-vizir e genro do sultão otomano Amade III, Nevşehirli Damad İbrahim Paşa, nascido em Muşkara e por isso muito interessado em seu desenvolvimento como cidade. A pequena vila de apenas 18 casas, formalmente sob administração da caza (denominação dos distritos, durante o Império Otomano) de Ürgüp, foi rapidamente transformada com a construção de mesquitas (a Mesquita Kurṣunlu), fontes, escolas, refeitórios, hospedarias e casas de banhos, e seu nome foi trocado Muşkara para Nevexequir ("nova cidade" em persa e em turco otomano).

## Nevexequir na atualidade
As tradicionais fontes de riqueza da cidade, tecelagem de tapetes e viticultura, foram superadas pelo turismo, por causa da proximidade das habitações trogloditas, cidades subterrâneas, chaminés de fada, caravançarais e das famosas igrejas e mosteiros, muitos deles escavados nas rochas, nomeadamente os de Göreme.